# Isa Miranda
Isa Miranda, pseudonimo di Ines Isabella Sampietro (Milano, 5 luglio 1905 – Roma, 8 luglio 1982), è stata un'attrice italiana.
Vinse il Prix d'interprétation féminine al Festival di Cannes con il film Le mura di Malapaga (1948) di René Clément.

## Biografia
Nata da una famiglia contadina, fin da giovanissima Isa Miranda manifestò un carattere ribelle e anticonformista, che la spinse ad allontanarsi da casa dapprima per lavorare in un opificio a Treviglio, e a trasferirsi poi a Milano dove lavorò come dattilografa in un ufficio. Nel capoluogo lombardo entrò in contatto con numerosi esponenti del partito fascista, facendo il suo ingresso in società. Contemporaneamente studiò recitazione all'Accademia dei Filodrammatici di Milano fino ad esordire con piccole parti.

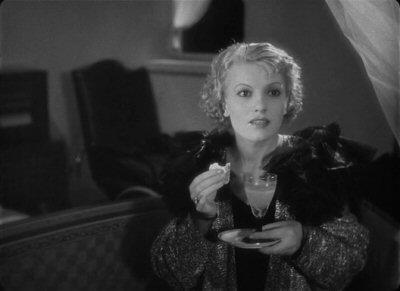
Isa Miranda nel 1934 nel film La signora di tutti di Max Ophüls

Debuttò nel cinema nel 1933, e il grande successo arrivò già l'anno seguente con l'interpretazione nella pellicola La signora di tutti (1934) di Max Ophüls, in cui impersonò una fascinosa e ammaliante avventuriera che, dopo aver portato alla rovina decine di uomini vanamente innamoratisi di lei, per un insuccesso sentimentale si taglia le vene. La pellicola fu un trionfo, e l'attrice iniziò a ricevere una proposta di lavoro dietro l'altra; a detta di molti critici, mentre si poteva dubitare della qualità delle opere realizzate, di certo non si poteva dubitare delle doti interpretative dell'attrice.
Tra i film da lei interpretati negli anni immediatamente successivi si annovera Passaporto rosso (1935) di Guido Brignone, drammatica vicenda di un gruppo di emigrati che dall'Argentina fa ritorno in Italia per combattere nella prima guerra mondiale. Il successo ottenuto in Italia e in altri paesi europei (Francia, Germania, Austria) valse all'attrice la proposta di un contratto in Germania che lei accettò volentieri nonostante l'ostacolo della lingua. Il primo film realizzato fu Il diario di una donna amata (1936), girato nella doppia versione italiana e tedesca da Hermann Kosterlitz (divenuto poi celebre a Hollywood con il nome di Henry Koster). Fu lo stesso regista a chiedere che per il mercato internazionale venisse distribuita la versione italiana con la Miranda e non la versione tedesca.
Nel corso del biennio 1936-1937, la Miranda partecipò a tre film di produzione tedesca e alla co-produzione italo-francese de Il fu Mattia Pascal (1937), diretto da Pierre Chenal e Luigi Pirandello. Rientrò brevemente in Italia per prender parte, nelle vesti del personaggio di Velia, al primo kolossal storico realizzato nei neonati Studi di Cinecittà: Scipione l'Africano (1937), diretto da Carmine Gallone. In quel periodo Goebbels organizzò in onore dell'attrice un ricevimento ufficiale a Berlino, al quale egli invitò personalità di vertice della cinematografia del terzo Reich e alte cariche di Stato. La Miranda scelse invece di fuggire a Lugano; da qui raggiunse Parigi, ove Viktor Turzanskij le offrì la parte di Nina Petrovna nel film omonimo, interpretazione che le assicurò ancor più vasto successo di pubblico e di critica, tanto che i produttori americani invitarono l'attrice a Hollywood, intenzionati a renderla la risposta italiana a Marlene Dietrich.

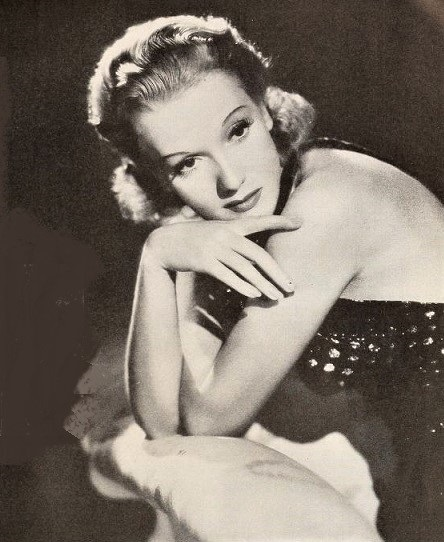
Isa Miranda nel 1938, appena approdata ad Hollywood

La Miranda venne accolta negli Stati Uniti con un certo clamore: al suo arrivo a Hollywood la macchina pubblicitaria della Paramount Pictures si mise in movimento. Splendide immagini furono scattate dai migliori fotografi hollywoodiani, che la ritrassero in pose di donna fatale e promossero la sua immagine presso il pubblico. La costumista Edith Head creò per lei abiti sontuosi da indossare sulla scena. Il primo impatto con Hollywood fu però traumatico: il regista George Cukor l'aveva scelta per interpretare Zazà, ma un incidente stradale (in una celebre intervista di Oriana Fallaci, la Miranda dubitò della casualità dell'evento) e gli attriti con Alla Nazimova, che pretendeva di imporle i suoi punti di vista sull'interpretazione del personaggio, portarono alla sostituzione della Miranda con Claudette Colbert, che desiderava la parte.
L'esordio americano avvenne con Hotel Imperial (1939) di Robert Florey, un giallo in cui l'attrice recitò accanto a Ray Milland. Le recensioni della critica americana furono ottime e sottolineano sia la buona interpretazione che il talento come cantante della Miranda, che nel film interpretò con voce calda e sensuale la canzone Nitchevo. La pellicola tuttavia non ebbe l'atteso successo di pubblico  e non uscì mai in Italia, per via dell'embargo ai film americani imposto dal fascismo. Sempre nel 1939, poco prima di tornare in Italia, interpretò La signora dei diamanti (uscito nel 1940) di George Fitzmaurice, al suo ultimo film, che ottenne un discreto successo anche di pubblico; ma le difficoltà ad adattarsi ai ritmi dello star system americano e lo scoppio della seconda guerra mondiale accelerarono il rimpatrio dell'attrice nel dicembre 1939.
Il soggiorno hollywoodiano di Isa Miranda, oltre che poco fortunato dal punto di vista professionale, procurò all'attrice anche seri problemi dopo il suo ritorno in Italia; il Regime non aveva gradito quella che considerava una "diserzione", rispetto al rilancio della cinematografia nazionale promosso con la fondazione di Cinecittà; e frapporrà non pochi ostacoli al reinserimento della Miranda nel cinema italiano di qualità. 
Il Ministero della cultura popolare emanò una circolare con la quale veniva imposto agli organi di informazione di non occuparsi dell'attrice, mentre il Ministero dell'interno si oppose al rinnovo del suo passaporto. 
Oltre a non aver gradito la permanenza della Miranda negli Stati Uniti, Paese non ancora nemico, ma fiancheggiatore della Gran Bretagna con cui l'Italia era in guerra, le autorità sospettavano che l'attrice avesse idee non allineate con quelle del regime. All'origine v'erano alcune sue dichiarazioni relative alla invasione della Polonia da parte della Wehrmacht nel 1939 che, vere o presunte, erano state diffuse dall'ufficio stampa della Paramount Pictures quando lei era ancora negli Stati Uniti, e solo dopo un incontro chiarificatore con Mussolini, le difficoltà furono superate.
Fu il marito, produttore e regista, Alfredo Guarini a dirigerla nei primi tre film d'inizio anni '40, per cercare di ricostruire la sua carriera italiana; ma saranno le opere immediatamente successive, targate Lux Film, a riconsacrarla all'attenzione della critica più qualificata, oltre che del pubblico: Malombra (1942) di Mario Soldati; e Zazà (1944) di Renato Castellani, rievocazione non edulcorata, questa, della Belle époque, che ebbe molto successo e che in parte la risarcì della delusione di non essere riuscita ad interpretare la versione hollywoodiana di Cukor cinque anni prima. Nel dicembre 1945 venne coinvolta in un grave incidente stradale, a seguito dell'impatto con un autocarro alleato sulla via Nomentana in Roma, ma riuscì comunque a riprendersi e a proseguire la carriera cinematografica.

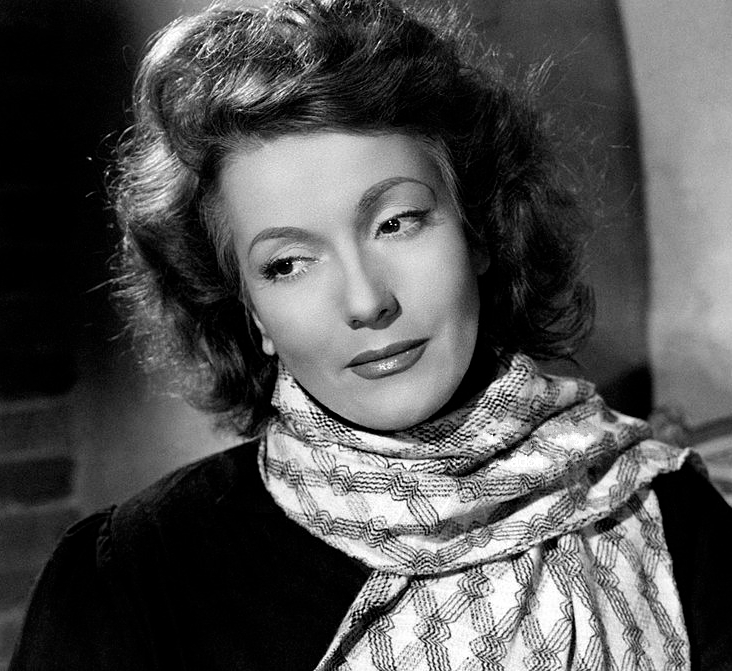
Isa Miranda nel film Le mura di Malapaga di René Clément (1949)

Il film Le mura di Malapaga (1949) di René Clément, le valse il Prix d'interprétation féminine al Festival di Cannes, mentre il regista Max Ophüls la rivolle nel 1950 per Il piacere e l'amore (La ronde), commedia di produzione francese, tratta dal Girotondo di Schnitzler, con un cast che comprendeva alcuni dei più grandi interpreti del cinema francese. La Miranda interpretò con il consueto fascino il ruolo dell'attrice Charlotte. Fu forse questo l'ultimo ruolo di prestigio che le venne offerto dal cinema. Nel 1954 fu premiata con una Medaglia d'oro a "Una vita per il cinema".
Negli anni cinquanta sono comunque da ricordare anche le interpretazioni nell'episodio diretto da Luigi Zampa del film Siamo donne (1953), ne Gli sbandati (1955) di Francesco Maselli, I colpevoli (1956) di Turi Vasile, La febbre del possesso (1957) di Henri Verneuil. Numerose anche le sue partecipazioni in produzioni internazionali realizzate in Italia come Tempo d'estate (1955) di David Lean, Una Rolls-Royce gialla (1964) di Anthony Asquith.
A partire dal dopoguerra, l'attrice aveva inoltre rivolto l'attenzione alla carriera teatrale, che la portò nei decenni seguenti a recitare con successo negli Stati Uniti (Mike McCauley - 1951), in Francia (Le serpent à sonettes - 1953) e in Inghilterra (Orpheus discending di Tennessee Williams - 1959, interpretato poi al cinema da Anna Magnani), dove si trasferirà nel 1959, abitando in un piccolo appartamento a Cleveland Gardens, per lavorare in numerose produzioni televisive.
L'ultima apparizione cinematografica degna di nota dell'attrice fu quella della contessa Stein nella pellicola Il portiere di notte (1974) di Liliana Cavani. Dopo la scomparsa nel 1981 del marito Alfonso Guarini, l'anno seguente la Miranda apparve per l'ultima volta sul grande schermo nel film Apocalisse di un terremoto (1982) di Sergio Pastore.
Morì all'ospedale C.T.O. della Garbatella a Roma l'8 luglio 1982. È sepolta nel cimitero romano Flaminio.
Nel 1983 la Rete 2 della Rai (l'odierna Rai 2) realizzò un documentario sull'attrice intitolato Isa Miranda, la signora di tutti.

## Filmografia

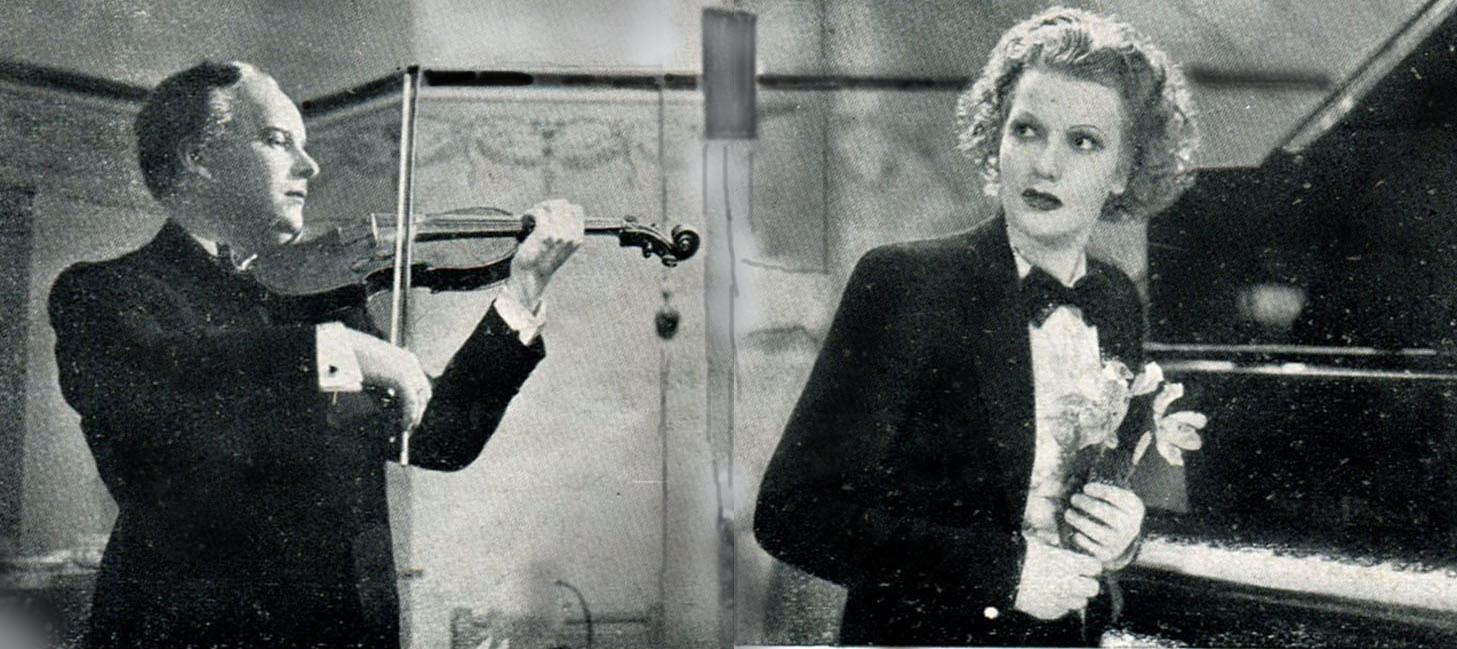
Con il violinista Vasa Prihoda in Una donna tra due mondi (1936) di Goffredo Alessandrini

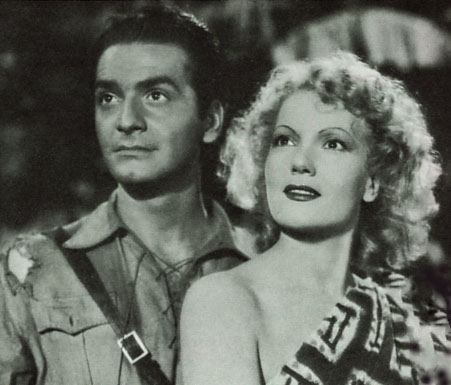
Con Andrea Checchi in Senza cielo (1940) di Alfredo Guarini

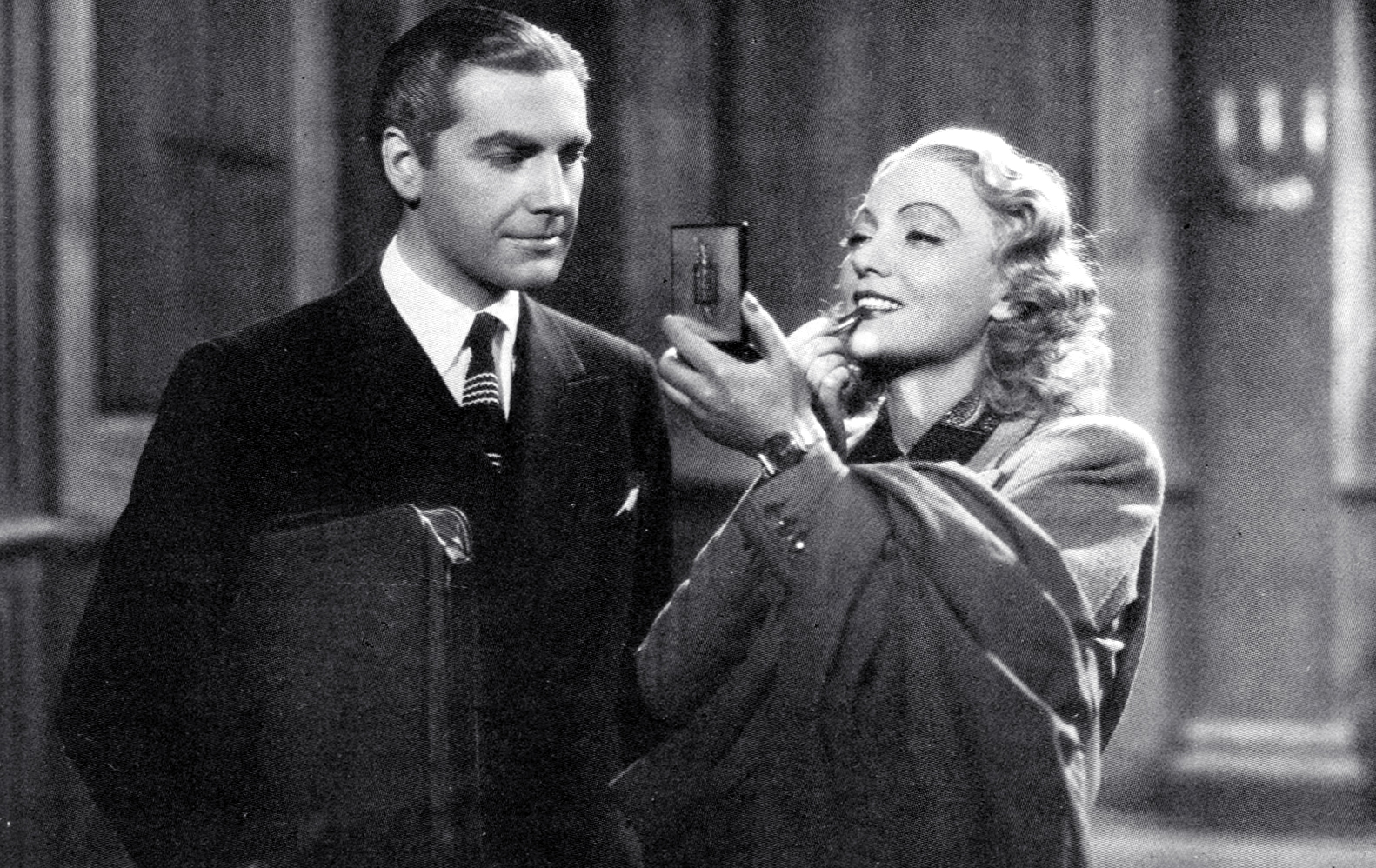
Con Claudio Gora in Documento Z 3 (1942) di Alfredo Guarini

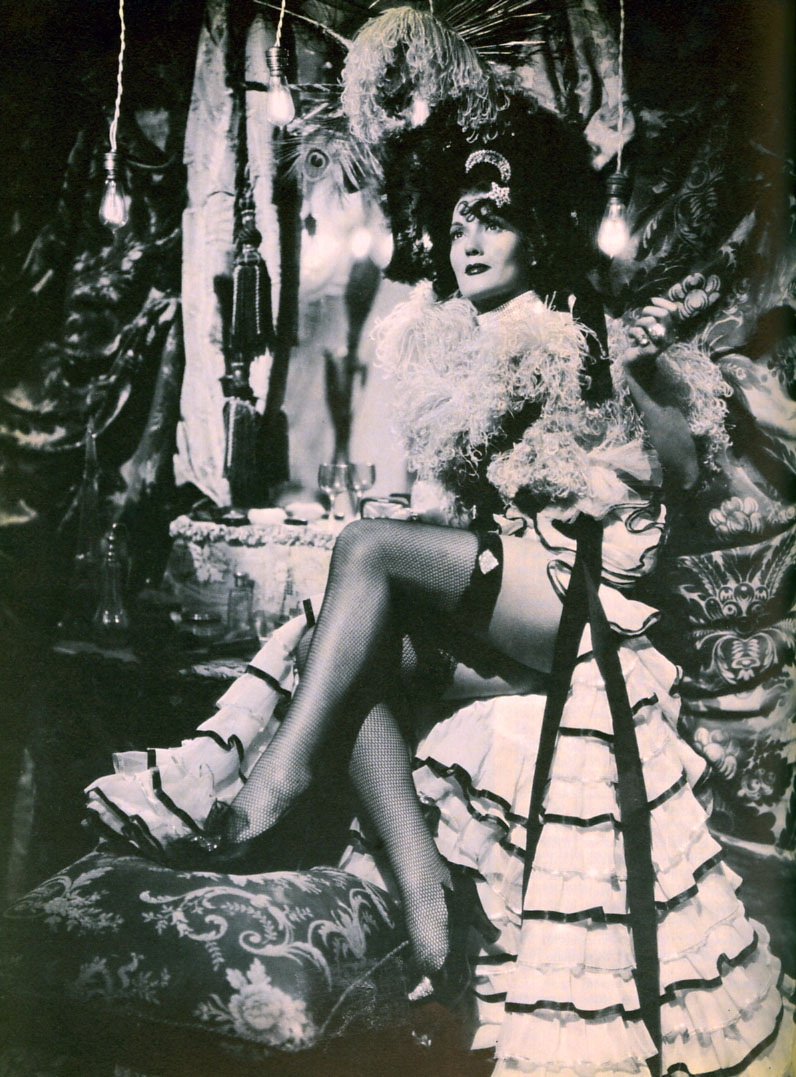
Nel film Zazà (1944) di Renato Castellani

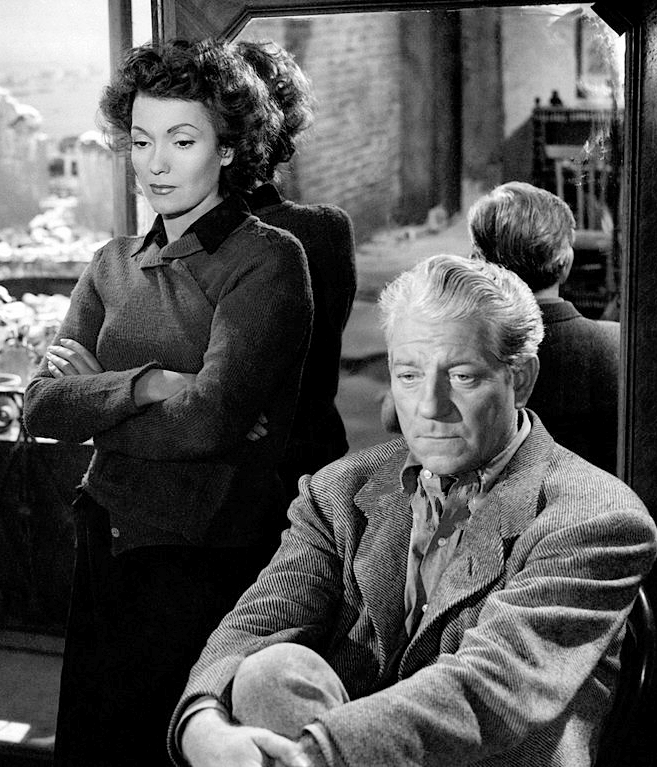
Con Jean Gabin ne Le mura di Malapaga (1949) di René Clément

Con Jean-Pierre Mocky ne Gli sbandati (1955) di Francesco Maselli

### Cinema
- Creature della notte, regia di Amleto Palermi (1933)
- Il caso Haller, regia di Alessandro Blasetti (1933)
- Tenebre, regia di Guido Brignone (1934)
- Il cardinale Lambertini, regia di Parsifal Bassi (1934)
- La signora di tutti, regia di Max Ophüls (1934)
- Passaporto rosso, regia di Guido Brignone (1935)
- Come le foglie, regia di Mario Camerini (1935)
- Il diario di una donna amata (Maria Baschkirtseff), regia di Herman Kosterlitz (1936)
- Una donna tra due mondi, regia di Goffredo Alessandrini (1936)
- Die Liebe des Maharadscha, regia di Arthur Maria Rabenalt (1936)
- Sinfonie di cuori (Du bist mein Glück), regia di Karl Heinz Martin (1936)
- Il fu Mattia Pascal (L'homme de nulle part), regia di Pierre Chenal (girato nel 1936 con la collaborazione di Luigi Pirandello, uscì nelle sale cinematografiche d'Italia nel 1937)
- Scipione l'Africano, regia di Carmine Gallone (1937)
- Nina Petrovna (Le mensonge de Nina Petrovna), regia di Viktor Turžanskij (1937)
- Hotel Imperial, regia di Robert Florey (1939)
- La signora dei diamanti (Adventure in Diamonds), regia di George Fitzmaurice (1940)
- Senza cielo, regia di Alfredo Guarini (1940)
- È caduta una donna, regia di Alfredo Guarini (1941)
- Documento Z 3, regia di Alfredo Guarini (1942)
- Malombra, regia di Mario Soldati (1942)
- La carne e l'anima, regia di Vladimir Striževskij (1943)
- Zazà, regia di Renato Castellani (1944)
- Lo sbaglio di essere vivo, regia di Carlo Ludovico Bragaglia (1945)
- L'avventura comincia domani (L'aventure commence demain), regia di Richard Pottier (1947)
- Le mura di Malapaga (Au-delà des grilles), regia di René Clément (1949)
- Patto col diavolo, regia di Luigi Chiarini (1950)
- Il piacere e l'amore (La ronde), regia di Max Ophüls (1950)
- Botta e risposta, regia di Mario Soldati (1950)
- Cameriera bella presenza offresi..., regia di Giorgio Pàstina (1951)
- Gli uomini non guardano il cielo, regia di Umberto Scarpelli (1952)
- I sette peccati capitali, regia di Eduardo De Filippo, episodio Avarizia ed ira (1952)
- Siamo donne, regia di Luigi Zampa (1953)
- Prima del diluvio (Avant le déluge), regia di André Cayatte (1954)
- Rasputin (Raspoutine), regia di Georges Combret (1954)
- Il tradimento di Elena Marimon (Le secret d'Hélène Marimon), regia di Henri Calef (1954)
- I pinguini ci guardano, regia di Guido Leoni (1955)
- Gli sbandati, regia di Francesco Maselli (1955)
- Tempo d'estate (Summertime), regia di David Lean (1955)
- Il tesoro di Rommel, regia di Romolo Marcellini (1955)
- I colpevoli, regia di Turi Vasile (1957)
- La febbre del possesso (Une manche et la belle), regia di Henri Verneuil (1957)
- Arrivano i dollari!, regia di Mario Costa (1957)
- Storie d'amore proibite (Le secret du chevalier d'Éon), regia di Jacqueline Audry (1959)
- La corruzione, regia di Mauro Bolognini (1963)
- La noia, regia di Damiano Damiani (1963)
- Una Rolls-Royce gialla (The Yellow Rolls-Royce), regia di Anthony Asquith (1964)
- Le armi della vendetta (Hardi Pardaillan!), regia di Bernard Borderie (1964)
- La morte vestita di dollari (Einer Frisst den anderen), regia di Ray Nazarro (1964)
- Una storia di notte, regia di Luigi Petrini (1964)
- Un mondo nuovo (Un monde nouveau), regia di Vittorio De Sica (1966)
- Senza di loro l'inferno è vuoto, regia di John Ainsworth (1967)
- Caroline chérie, regia di Denys de La Patellière (1968)
- L'uomo venuto dal Kremlino (The Shoes of the Fisherman), regis di Michael Anderson (1968)
- L'assoluto naturale, regia di Mauro Bolognini (1969)
- La donna a una dimensione, regia di Bruno Baratti (1969)
- Roy Colt & Winchester Jack, regia di Mario Bava (1970)
- Il dio chiamato Dorian (Dorian Gray), regia di Massimo Dallamano (1970)
- Colpo rovente, regia di Piero Zuffi (1970)
- Un'estate con sentimento, regia di Roberto Scarsella (1970)
- ...dopo di che, uccide il maschio e lo divora (Marta), regia di José Antonio Nieves Conde (1971)
- Reazione a catena, regia di Mario Bava (1971)
- Lo chiameremo Andrea, regia di Vittorio De Sica (1972)
- Il portiere di notte, regia di Liliana Cavani (1974)
- Le farò da padre, regia di Alberto Lattuada (1974)
- La lunga strada senza polvere, regia di Sergio Tau (1978)
- Apocalisse di un terremoto, regia di Sergio Pastore (1982)

### Televisione
- L'ombra, regia di Claudio Fino (1954)
- La maschera e il volto, regia di Claudio Fino (1954)
- La domenica ci si riposa, regia di Claudio Fino (1956)
- Sulle strade di notte, regia di Turi Vasile (1956)
- Light from a star, dalla commedia di Ian Dallas, regia di Philip Saville - canale britannico ABC (1959)
- Missione segreta (Espionage) – serie TV, episodio 1x20 (1964)
- L'assalto al treno Glasgow Londra (Die Gentlemen bitten zur Kasse), regia di John Holden – miniserie TV (1967)
- Agente speciale (The Avengers) – serie TV, episodio 5x11 (1967)
- Sherlock Holmes – serie TV, episodio 2x09 (1968)
- Camilla, regia di Sandro Bolchi – miniserie TV (1976)

## Doppiatrici italiane
- Lydia Simoneschi in Nina Petrovna, Prima del diluvio, Il Dio chiamato Dorian, Roy Colt & Winchester Jack, Il portiere di notte
- Franca Dominici in Caroline chérie, L'assalto al treno Glasgow Londra
- Anna Miserocchi in Tempo d'estate
- Andreina Pagnani in Arrivano i dollari!
- Rina Morelli in La corruzione
- Dhia Cristiani in Colpo rovente

## Opere letterarie
- Una formica in ginocchio;  prefazione di Corrado Govoni, Cappelli, 1957
- Una viuzza che porta al mare; introduzione di Renzo Laurano, Edizioni Cinzia, 1958
- La piccinina di Milano, autobiografia, Gastaldi Editore, 1965
- Amore amore amore, Gabrieli Editore, 1976
- Una silloge di poesie di Isa Miranda venne accolta da Corrado Govoni nell'edizione ampliata dell'antologia Splendore della Poesia Italiana.

## Discografia

### Album
- 1979 – La signora di tutti